# Louis Volders
Louis Volders, actiu a Brussel·les i a Ljouwert entre 1689 i 1711, fou un pintor barroc del nord dels Països Baixos, especialitzat en retrats individuals i de grup.
En dates properes i en un estil semblant es coneixen alguns retrats col·lectius d'un Lancelot Volders (Brussel·les, 1636-1723), persona diferent i amb qui no ha de ser confós.
Entre les persones retratades per Louis Volders van figurar els membres de la casa Nassau-Dietz, que amb Joan Guillem d'Orange-Nassau, estatúder de Frisia, es va fusionar amb la casa d'Orange. Entre aquests es troben els retrats del propi Joan Guillem Fris, príncep d'Orange, i dels seus pares, Enric Casimir II i Enriqueta Amalia d'Anhalt-Dessau (Leeuwarden, Hotel Paleis Het Stadhouderlijk Hof), així com el de la seva esposa, Maria Lluïsa de Hessen-Kassel (Leeuwarden, Commissaris van de Koningin in Friesland), al costat d'un elevat nombre de retrats dels membres de l'aristocràcia frisona, dels quals també va deixar retrats en miniatura, com els dos de Joan Guillem Fris conservats en el Rijksmuseum de Amsterdam.